# Gastronomia de les Illes Balears
La gastronomia de les Illes Balears és fruit de l'herència gastronòmica dels fenicis, romans, àrabs, catalans i altres cultures culinàries properes, i de la seva condició insular i marítima, és sobretot una cuina casolana de pagès i de mariner, amb un ús destacat del porc, de l'aviram, dels llegums, de l'arròs i del peix. Hi destaquen els produïts frescos locals, cuinats sovint d'una manera senzilla per gaudir millor del seu gust. Tanmateix, el fet de ser llocs de pas per a mariners i comerciants els ha permès desenvolupar una exportació d'aliments elaborats com el formatge, embotits, galetes, conserves de fruita com el figat o el codonyat, etc.
S'emmarca dins la cuina mediterrània i de la cuina espanyola, tot i que té les seves particularitats. Una d'elles és la necessitat d'ésser autònoma, i de vegades i fins i tot de supervivència, ja que cada illa podia passar temps sense contacte amb l'exterior, això mateix fa que la cuina de cada illa tingui una personalitat pròpia i diferenciada, adaptada a les condicions geogràfiques, climàtiques i històriques.
La cuina de les Illes Balears és la cuina de Mallorca, Menorca i les Pitiüses, és a dir:
- La cuina de Mallorca
- La cuina de Menorca
- La cuina d'Eivissa i Formentera

## Història

### Època antiga
Des de 5.000 anys abans de Crist l'alimentació es basava en ordi vestit, blat de tipus espelta, mill, panís o blat de moro, llegums frescos o secs, fruits, peix, xai, cabra i porc. Als poblats neolítics de Menorca es troben grans forats picats a la pedra del terra, gairebé al costat de cada casa, que Mascaró pensa que s'utilitzaven com a magatzems de cereals. També s'han trobat peces que servirien per a elaborar formatge d'almenys 2.000 anys abans de Crist.
L'arribada dels fenicis al segle viii aC suposà un canvi d'hàbits importantíssim, que inclou l'entrada de productes com l'oli d'oliva i el vi.
Els romans van aportar l'escabetx, les salses verdes per al peix i utensilis com ara graelles, cassoles, etc. En aquesta època ja s'elaborava vinagre, mel, embotits, conserves en sal o en vinagre, fruita seca com les panses, les prunes, els dàtils, etc. Alguns dolços romans que han evolucionat i perdurat fins ara són el menjar blanc, els bunyols de formatge, les orellanes o els flaons de brossat.

### Edat mitjana
Les aportacions dels otomans, àrabs, berbers i jueus à l'edat mitjana van ser enormes, des de la introducció de productes ara essencials, com la pasta, el sucre, els cigrons, l'albergínia, la carxofa, el safrà, etc. a tècniques com la destil·lació per a fer begudes espirituoses, les coccions en tians i l'elaboració de molts tipus de dolços, com per exemple el cuscussó i el flaó.
A partir del segle xiii les illes van ser ocupades per la Corona d'Aragó, que tenia una política essencialment de caràcter comercial per la mediterrània, a la qual les balears hi tenien una gran importància com a ports d'intercanvi de nous productes i noves cultures amb diferents gastronomies. Potser per a refermar-se enfront de jueus i musulmans, es donava més importància a la carn de porc que a les altres.
A l'època medieval es donava molta importància al refinament i elegància dels plats, tant a cuina com del servei a taula, com mostren diversos llibres de cuina de l'època que ho expliquen amb molt detall. El primer trobat a les illes Balears és mallorquí, el Com tayllaràs devant un senyor.

### Segle XV ençà
Tot i que el contacte d'Espanya amb Amèrica va començar a fi del segle xv, la introducció a les Balears de productes ara bàsics com el tomàquet, la patata o la xocolata va trigar bastant més de dos segles a fer-se efectiu. Cal recordar que els comerçants de la Corona d'Aragó no tenien dret a anar-hi o comerciar amb els americans directament, i que aquest productes al principi eren estranys -es va introduir el producte, però no la manera de menjar-lo- i caríssims, degut als impostos i als intermediaris.
Al segle xvi el pa era encara l'element bàsic de qualsevol àpat. Es menjava molta verdura i molt condimentada. El peix i els crustacis es menjaven amb verdures o en calderetes. La fruita fresca i seca també era molt preuada, en especial el raïm. La carn rostida o guisada era molt preuada, en especial la carn de moltó (xai). Les cabres, en canvi, eren tan abondants que es rebutjaven. Es bevia aigua fresca o vi fred.
A partir del segle xvii troben nombroses referències escrites de plats cuinats amb sobrassada a les illes, encara que aquest producte segurament ja tenia uns dos segles de vida.
Al segle xviii l'illa de Menorca va ser ocupada per anglesos, que van aportar totes les seves tècniques de pastisseria i dolços, algunes molt concretes com ara els púdings però també una influència general, que integrava els productes locals i les tècniques, en especial catalanes, però amb alguns elements que podrien tenir orígens més remots. També van portar el seu famós gravy, que encara es manté en alguns plats casolans, com els macarrons, amb el nom de gravi. De d'aquesta època es produeix el gin de Menorca segons la tradició britànica. Durant set anys d'aquest segle, l'illa va pertànyer administrativament als francesos, però no queda constància d'una possible interrelació gastronòmica, a part de potser la polèmica maionesa i per a alguns el gató, que pot ser vist com un pa de pessic a l'estil francès però amb un ingredient molt usat a l'illa, l'ametla, però que per a d'altres el que entra no és més que un gal·licisme (en francès, pastís es diu gateau, llegit "gató") per a anomenar la tortada, un pastís molt típic d'Aragó en general. Al segle xviii a Menorca es menjaven plats com arròs de la terra o greixera de sardines amb mel.
D'altra banda, a mitjans del segle xviii, apareix per primera vegada documentat el pa amb oli, en un receptari del frare mallorquí Jaume Martí i Oliver.

## Ingredients bàsics

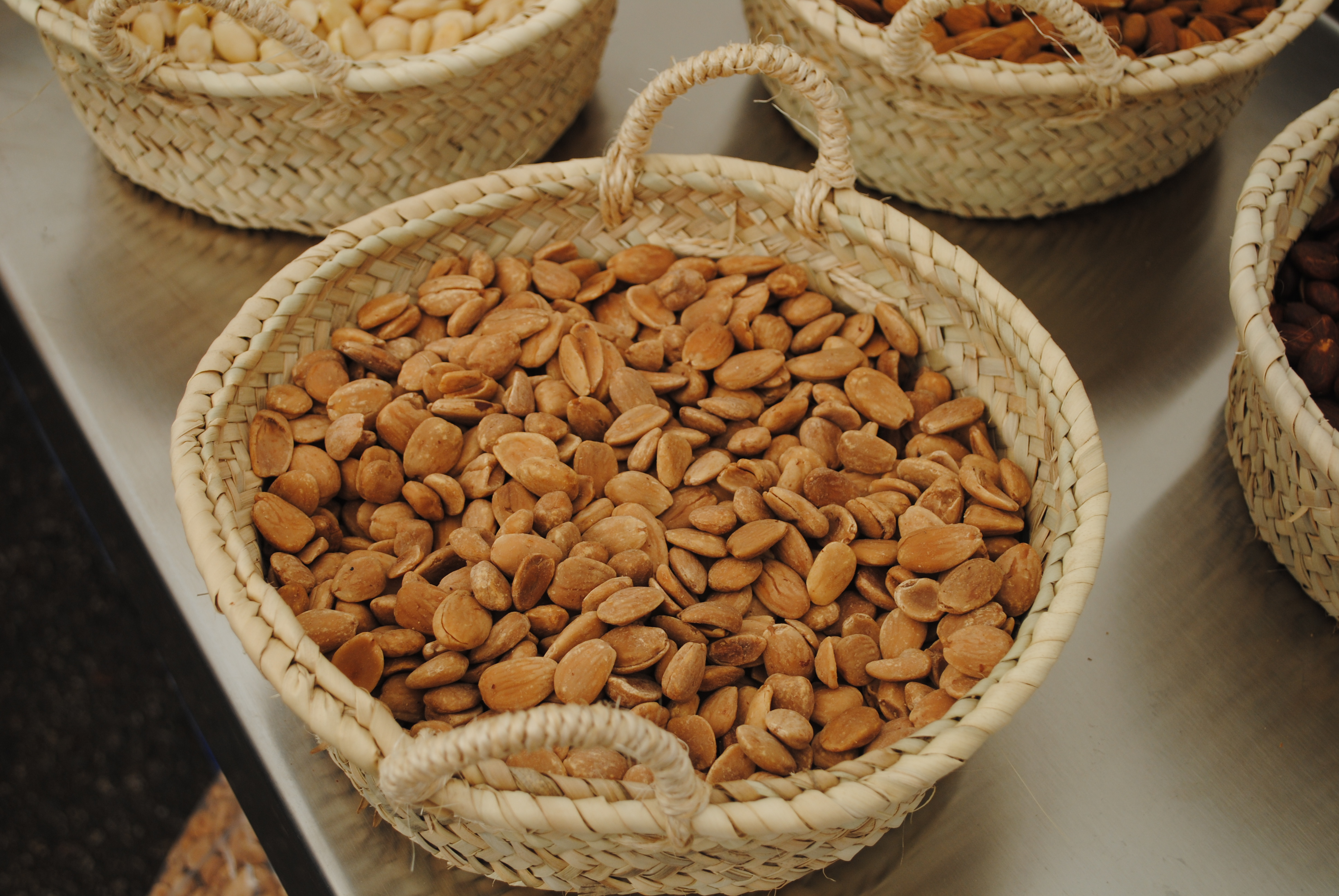
Ametles de Mallorca torrades

- Peix: Raia, cap-roig, nero, rap, peix de roca en general, peix blau, bacallà
- Marisc: Sèpia, gamba, cigala, llagosta, cranca
- Hortalisses: Tomàquet de penjar, ceba, all, pebrot, albergínia, carbassó
- Verdura: Pèsols, bledes, espinacs, col
- Fruita: Cítrics, figa, pera, raïm, préssec, nespre, etc.
- Fruits secs: Ametlla, pinyons
- Carn: Pollastre, conill, vedella, carn de porc, embotits,
- Greixos: Oli d'oliva i saïm.
- Altres: Oli d'oliva, olives, tàperes, vi, ous, cargols, bolets, mel.

## Especialitats

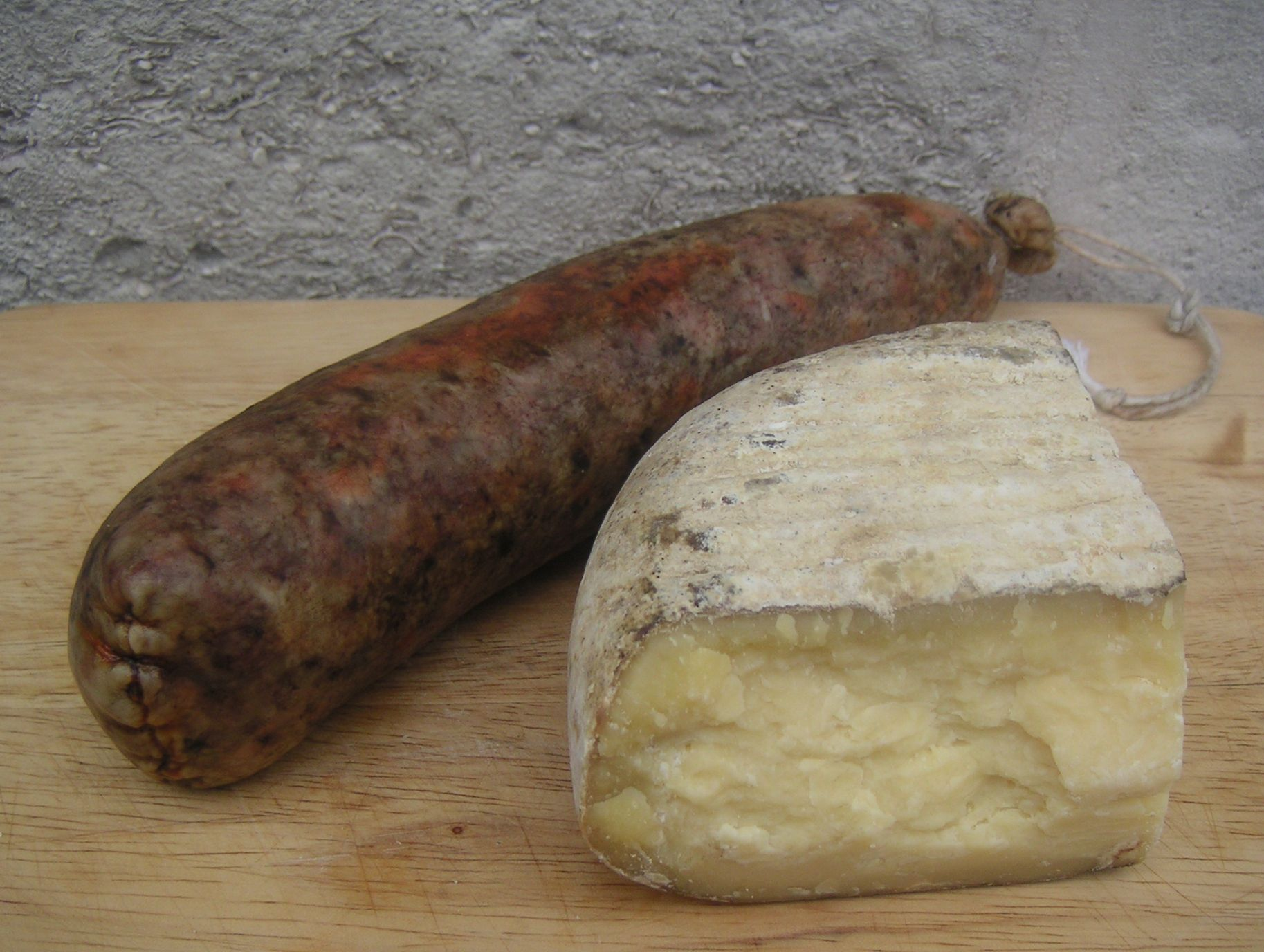
Formatge de Maó i sobrassada

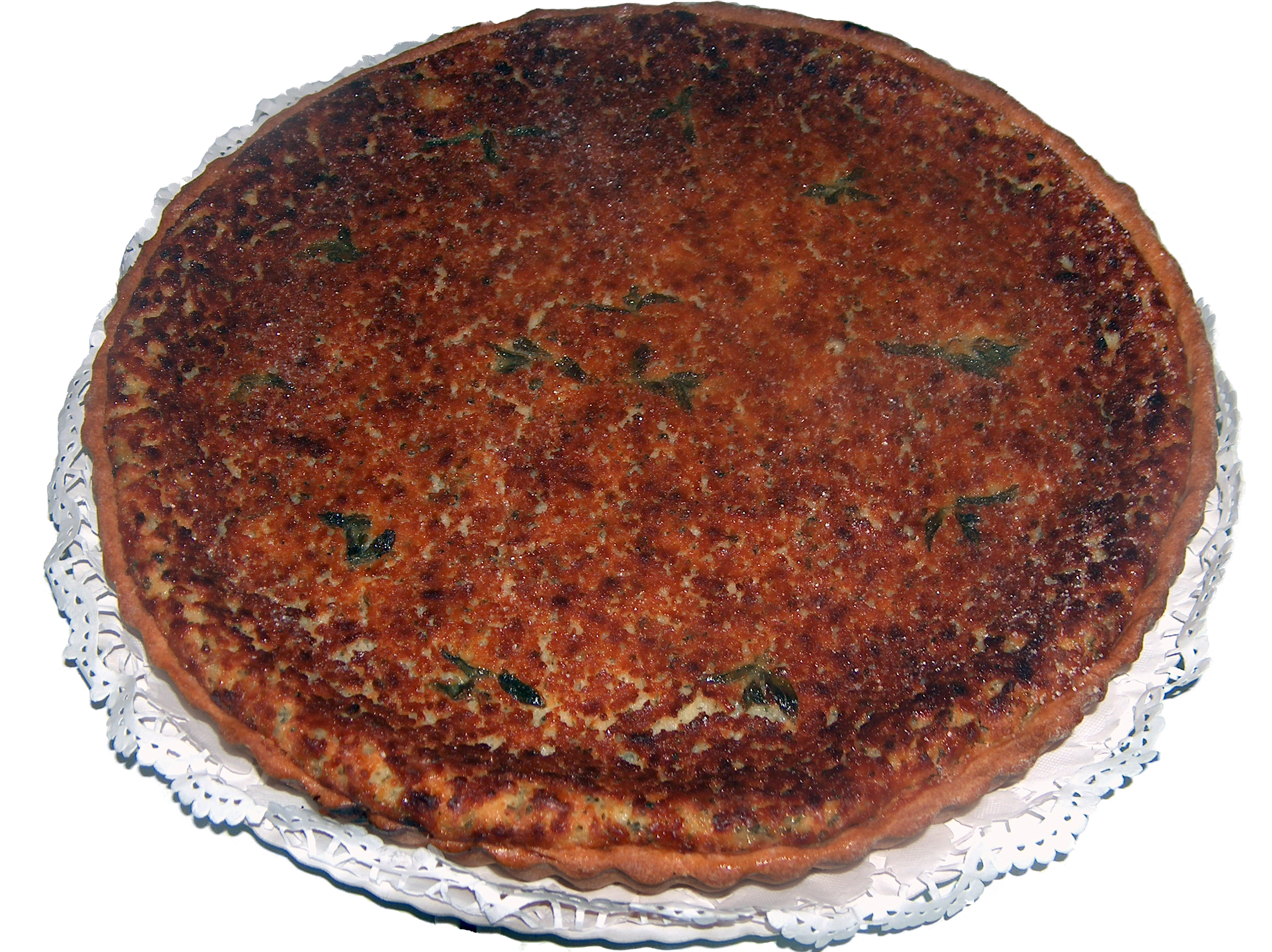
Flaó

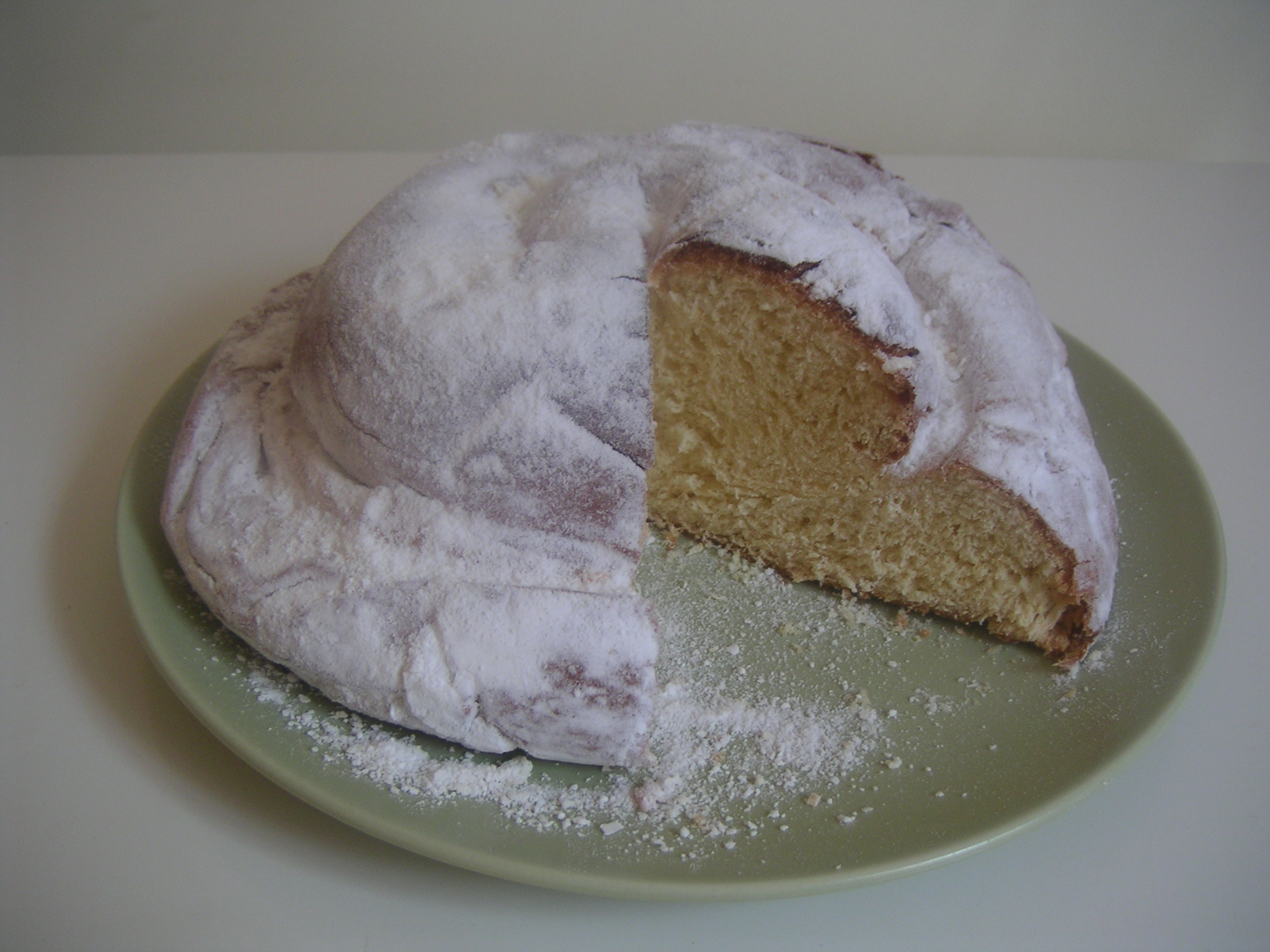
Coca bamba

### Embotits i companatges
A les illes Balears es fan embotits variats, dels quals el més conegut és la sobrassada, que de vegades s'acompanya de botifarró negre, una variant del botifarró. El ventre farcit és menys conegut fora de les illes però no obstant considerat per a alguns "El Rolls Royce dels embotits cuits". Altres embotits són la carn-i-xulla, el botifarró blanc, el camallot o el figatell.
Destaca el formatge de Maó, tot i que el formatge que s'empra més en cuina, en especial com a farciment de dolços, és el brossat o recuit fresc d'aquest formatge, sovint ensucrat i aromatitzat. El formatge es pot menjar amb pa amb oli d'oliva.
Les salses més utilitzades són el sofregit i la maionesa, entesa com un allioli fet amb ou, oli d'oliva i sense all, tot i que de vegades sí que se'n afegeix (i se'n diu allioli). A Formentera la salsa Mossona serveix per a acompanyar carns i peixos o com a companatge.

### Postres i pastisseria típica
Com a la majoria de cuines veïnes, a les illes Balears els àpats solen acabar amb una peça de fruita. Però sovint es menja després o com a bereneta un gelat o algun dolç. La tradició repostera és antiga a les balears i el seu gust pel dolç, i per ensucrar una mica més que al continent, és compartit amb altres illes de la Mediterrània, com Sardenya i Sicília, així coma d'altres països del nord d'Àfrica. A Menorca, per exemple, les pastisseries estan plenes d'enormes pastes amb crema, merenga, etc. que no trobem enlloc més. La seva tradició pastissera i gelatera ha estat una part important a l'economia local, i fins i tot s'han arribat a fer-ne receptes a nivell industrial d'una empresa que va començar sent familiar a Alaior, La Menorquina, i que -tot i que manté una fàbrica a la ciutat- ara ha estat comprada per a una multinacional.
Potser un element típic a moltes galetes i pastes balears és el toc final de cobrir-les amb sucre fi. Alguns farciments per plenar-les poden ser la sobrassada amb sucre, el figat, el codonyat, el suquet, etc. La varietat de dolços locals és enorme, sense comptar que alguns d'ells varien en la seva recepta o forma segons el lloc on es facin o a d'altres resulta que un mateix nom correspon a coses diferents segons l'illa (també passa al revés, pot existir una pasta amb noms diferents a diferents illes).
Alguns dolços són pressents també als altres Països Catalans, com els panellets, els bunyols de vent, les orellanes, les coques, etc. Es fan greixoneres dolces de fruites, de brossat, de llet amb ensaïmada o coca bamba. L'ensaïmada és possiblement l'element paradigmàtic dels dolços mallorquins, a la coca bamba com a símbol de la cuina menorquina i al flaó com al més típic d'Eivissa i Formentera. Aquests conviuen, entre d'altres, amb rubiols, cocarrois, amargos, pastissets, crespells mallorquins, crespells menorquins, crespellets, la salsa de Nadal, els macarrons de Sant Joan, etc.

### Begudes típiques

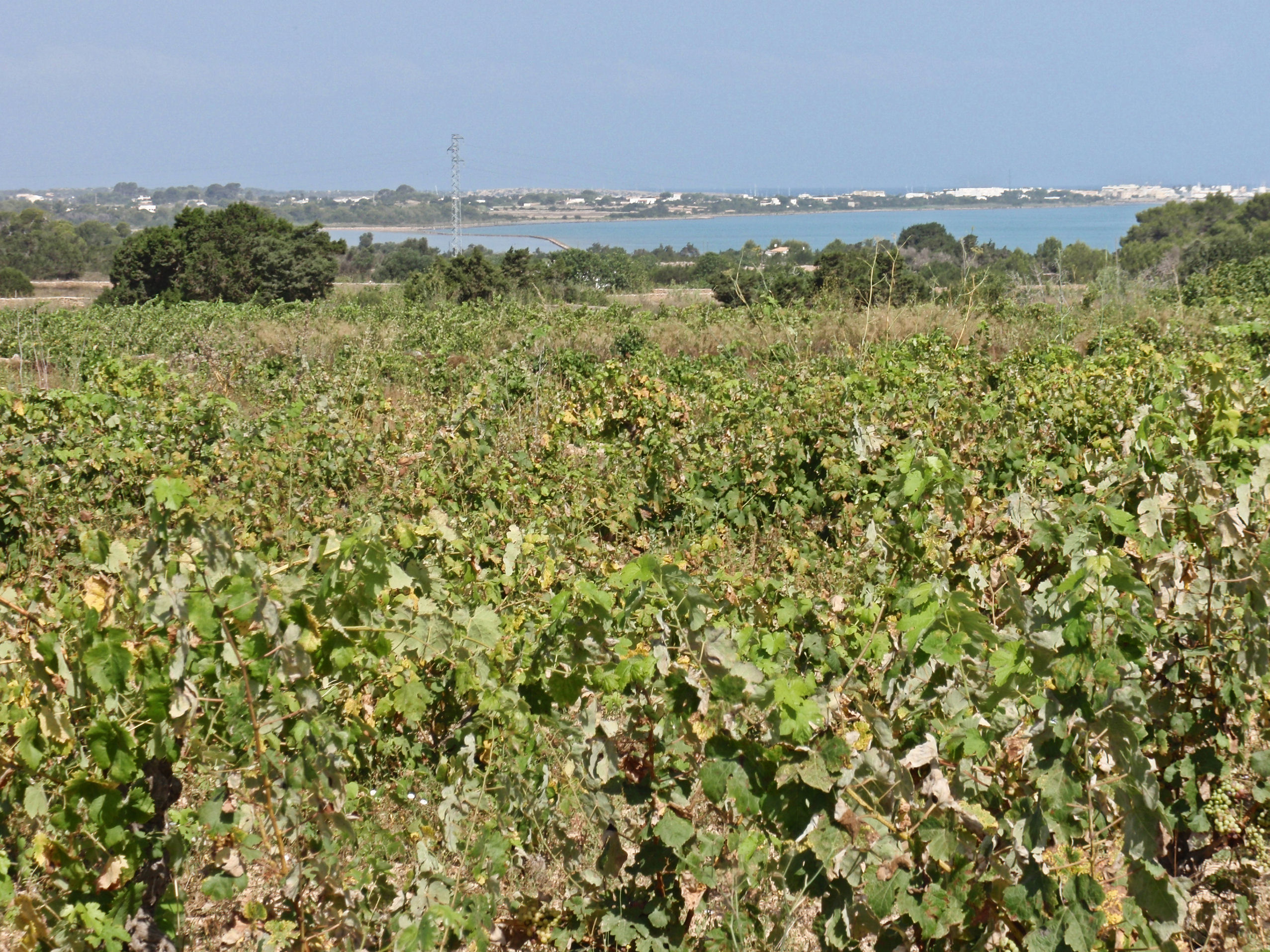
Vinyes a Formentera

Les Illes Balears tenen una antiga tradició de vins i de cultiu de vinya a petita escala. Hi ha vins de la terra a totes les illes. Es fan abundants licors locals, en especial d'herbes, com les herbes eivissenques, herbes de Mallorca, palo, frígola, etc. en els quals les herbes se solen deixar a dins de l'ampolla, com a decoració.

## Fires i festes gastronòmiques
- Abril: Cargolada a Sineu (Mallorca) per la Diada de Sant Marc. CuinaArt Menorca, mostra gastronòmica i de productes agroalimentaris de Menorca, a Maó.[4] Mostra Gastronòmica de Formentera, a Sant Francesc de Formentera.[5]
- Juny: Triple certamen de l'albercoc, que inclou la degustació de confitura, mostra de cuina i concurs de gelat, aPorreres (Mallorca).[6]
- Juliol: Fira gastronómica marinera a Porto Cristo (Mallorca), integrada a les Festes del Carme (patrona dels mariners i pescadors)
- Agost: Festa Pagesa de Sant Joan de Labritja (Eivissa) amb degustacions de la cuina autòctona.[7]
- Setembre: Sa Vermada (o siga la verema) de Binissalem (Mallorca), amb un tradicional sopar de fideus.
- Octubre: Festa del Butifarró a Sant Joan (Mallorca); el 20 d'octubre se celebra la revetlla de les Verges a tot arreu amb música, moscatell i uns bunyols especials per a aquest dia.

## Gastrònoms, cuiners i restaurants
La gastrònoma mallorquina Margalida Alemany ha vist reconeguda la seva tasca de recerca i divulgació de receptes antigues tradicionals amb el premi Ramon Llull de les Illes Balears. Altres autors són, per exemple, Joan Castelló, Lluís Ripoll, Ramon Cavaller Triay, Antoni Bonet, Francesc Rogell, Margalida Mulet o Caty Juan de Corral. La mediàtica Remei Ribas, o àvia Remei, que ha col·laborat a la ràdio, televisió i a escrit diversos llibres, fa arribar a moltes llars les receptes balears senzilles de sempre, per a fer quotidianament.
El restaurant Tristán (cuina tradicional e innovadora) de Gerhard Schwaiger a Portals Nous (Mallorca) és l'únic amb dues estrelles de la Guia Michelin, però a l'illa també n'hi ha d'altres, com per exemple el Bacchus de l'Hotel Read's, on Marc Fosh ha estat director i xef fins a 2009, a Santa Maria del Camí. També tenen estrella Michelin el restaurant Es Molí d'en Bou, que porta Tomeu Caldentey a Sant Llorenç des Cardassar, Es Racó d'Es Teix de Josef Sauerschell a Deià i el Plat d'Or, de l'hotel Arabella Sheraton, amb Rafael Sánchez a Palma.
A Menorca destaca Ca n'Aguedet, d'Àgueda Vadell Pons, especialitzat en cuina menorquina tradicional i on ells mateixos fan el vi, ubicat a Es Mercadal i per a menjar plats de peix fresc en general, també són molt preuats els restaurants del port de Fornells.
A Eivissa es pot parlar, per exemple d'Ama Lur i Ca N'Alfredo, de cuina tradicional eivissenca. A Formentera destaquen els restaurants de cuina marinera, peixos i calderetas.

## Empreses de productes de cuina balear
Menorca és l'única illa on encara el sector industrial està per devant del turístic, i això es deu en part a la presència d'indústries agroalimèntaries de presència nacional o fins i tot internacional, com per exemple Coinga (Cooperativa Insular Ganadera) i La Payesa, especialitzades en formatges de Maó, la formatgeria El Caserío (antiga Industrial Quesera Menorquina. Actualment comprada per una multinacional però que elabora encara el formatge en porcions a l'illa, amb la fosa del formatge artesanal que elabores els pagesos a les explotacions agràries), la destil·leria Xoriguer, els pastissos i gelats La Menorquina (comprada per a una multinacional i ara amb seu a Barcelona, però que encara elabora gelats i tartes refrigerades o congelades a l'illa), les pastisseries molt més petites Maruja o d'Alò, etc.
A Mallorca, destaquen les galletes d'oli, elaborades per Quely, "Galletes Rosselló", "Can Gori de Muro" o "Es Forn de sa Plaça" d'Artà, entre d'altres. De tota manera, per a la cuina mallorquina, i balear en general, són essencials les hortalisses i verdures produïdes a Palma, Porreres, Manacor, Felanitx, Ariany, Petra, Sant Joan, Inca i sa Pobla, entre d'altres. Pel que fa a la carn cal destacar el me mallorquí i la porcella de porc negre.
Eiviisa compta amb una molt digna producció hortícola, encapçalada per la cooperativa "Agroeivissa", una producció d'embotits i formatges artesanals, vins, olis i una ramaderia extensiva que produeix aviram, cabres i ovelles ("bestiar" en la parla eivissenca).
Però les empreses agroalimentàries d'arreu de les illes es basen en un dens teixit agroalimentari, format per empreses a vegades molt petites.